# Загір'я (Сватівський район)
Загі́р'я (до 1959 — Левенець) — село в Україні, у Троїцькій селищній громаді Сватівського району Луганської області. Населення становить 87 осіб. Орган місцевого самоврядування — Воєводська сільська рада.

## Населення

### Мова
Розподіл населення за рідною мовою за даними перепису 2001 року:
| Мова            | Кількість | Відсоток |
| --------------- | --------- | -------- |
| українська      | 80        | 91.95%   |
| російська       | 6         | 6.90%    |
| інші/не вказали | 1         | 1.15%    |
| Усього          | 87        | 100%     |